# Barquq
Barkuk, även kallad Al-Malik Az-Zahir Sayf ad-Din Barquq (Arabiska: الملك الظاهر سيف الدين برقوق) var en egyptisk monark. Han var regerande sultan 1382–1389 och 1390–1399.
Han var född i Tjerkessien. Han var den första sultanen av den tjerkessiska mamluksläkten Burji i Egypten. Namnet Barkuk är av tjerkessiskt ursprung och är hans födelsenamn.